# Kane Mende
Kane Mende is een bestuurslaag in het regentschap Aceh Tenggara van de provincie Atjeh, Indonesië. Kane Mende telt 223 inwoners (volkstelling 2010).